# Miguel II
Miguel II, llamado Pselo, "el tartamudo," o "el Amoriano o frigio" (770-2 de octubre de 829), reinó como emperador bizantino de 820 a 829. Nacido en la ciudad de Amorio, en Frigia, comenzó su carrera como soldado, pero gracias a su talento llegó a ascender hasta el generalato.
Había apoyado que su antiguo compañero de armas fuese nombrado emperador como León V el Armenio (813), pero cuando se descubrió que Miguel había participado en una conspiración contra este, fue condenado a muerte en diciembre de 820. Sin embargo, sus partidarios tuvieron éxito en el asesinato del emperador León y sacaron a Miguel de prisión para colocarlo en el trono imperial, convirtiéndose en el primer emperador de la dinastía amoriana.

## Reinado
Su reinado se caracterizó por varios hechos: la lucha contra Tomás el Eslavo, que también aspiraba al trono (821-823); la conquista de Creta por los árabes en 823, y el comienzo de los ataques musulmanes contra Sicilia (827). Sin embargo, el suceso más importante de su reinado fue la rebelión de Tomás El Eslavo, un soldado que tenía un puesto militar en el tema anatólico. En 821, el califa Al-Mamún (813-833) prometió ayudarle, ya que decía ser Constantino VI (hijo de la emperatriz Irene) que había sido depuesto hacía casi 25 años (780-797); muchos iconódulos y pobres de Anatolia, así como la gente del Cáucaso, eslavos y especialmente los paulicianos, miembros de un movimiento herético de Asia Menor, se unieron a su causa. El califa arregló la coronación de Tomás que sería hecha por el patriarca de Antioquia, y muchos miembros de la armada y ejército imperial se pasaron a su bando.
Tomás controló un gran territorio de Asia Menor durante dos años (821-823) e incluso sitió Constantinopla a principios de diciembre de 821. Sin embargo, como muchos antes que él, no pudo tomar la ciudad y sus ejércitos fueron derrotados cuando llegó la ayuda de Omurtag, el kan búlgaro; a partir de ese momento poco a poco la revuelta de Tomás fue perdiendo fuerza hasta que fue capturado y ejecutado en 823.
Aunque el califa al-Mamun no pudo sacarle mucha ventaja al debilitamiento que causó la rebelión de Tomás, otros árabes sí lo hicieron, en 824 Creta fue tomada por piratas árabes, con una flota de 40 barcos y 10 000 hombres, y Sicilia cae en 827 bajo los aglabíes. A partir de ese momento Creta se vuelve una base para los piratas árabes, lo cual hizo muy insegura la navegación por el mar Egeo.
A pesar de sus simpatías iconoclastas, logró conciliarse con los iconódulos (adoradores de imágenes), pero no pudo evitar la hostilidad de los monjes a causa de su segundo matrimonio con Eufrósine, hija de Constantino VI, que había sido ordenada monja anteriormente.
Miguel murió de causas naturales en 829 y fue sucedido por su hijo Teófilo.